# Лувр Абу-Дабі
Лувр Абу-Дабі — художній музей в Абу-Дабі, відкритий у 2017 році.
До колекції Лувру Абу-Дабі увійдуть експонати різних епох і цивілізацій, у тому числі картини Пікассо, Гогена, Мане, Магрітта, Белліні.

## Місце розташування
Будівля музею розташована на острові Саадіят. На острові також розмістяться філія музею Соломона Гуггенхайма і Національний історичний музей шейха Заїда.

## Архітектура
У будівлі Лувру Абу-Дабі багато водних каналів і великий скляний купол. Це дозволить створити у відвідувачів відчуття, що музей знаходиться як би просто неба у відкритому морі. Площа будівлі складе приблизно 24 000 м².

## Будівництво музею
Архітектором Лувру Абу-Дабі є Жан Нувель. Рішення про створення музею було прийняте в 2007 році. Будівництво почалося 26 травня 2009 року, на урочистій церемонії були присутніми президент Франції Жак Ширак і Мухаммад ібн Зайд аль-Нахайян, спадковий принц емірату Абу-Дабі.
Спочатку передбачалося, що Лувр Абу-Дабі відкриється в 2012 році. У січні 2012 року було оголошено, що музей відкриється в 2015 році. Пізніше дату відкриття було перенесено на 2016 рік. У 2016 році влади Абу-Дабі призначили директором музею француза Мануеля Рабате і оголосили, що музей відкриється у 2017 році. За станом на січень 2017 року на офіційному сайті Лувру Абу-Дабі вказано, що музей відкриється в 2017 році.

## Колекція
Музей покаже експонати з Лувра, Центра Жоржа Помпіду, Версаля. У 2014 році було оголошено, що Лувр Абу-Дабі орендує у французьких музеїв «Прекрасну Ферроньєру» Леонардо да Вінчі, роботи Матісса, автопортрет Ван Гога, «Наполеон на перевалі Сен-Бернар» Жака-Луї Давіда, «Вокзал Сен-Лазар» Клода Моне.

## Вартість
Вартість будівництва будівлі Лувру Абу-Дабі оцінюють в 83-107 млн євро. Крім того, 525 мільйонів доларів ОАЕ було виплачено за використання назви Лувр; ще 747 млн доларів буде виплачено за оренду витворів мистецтва, спеціальні виставки і поради щодо управління.

## Критика
Рішення про будівництво Лувру Абу-Дабі і передачі йому картин з колекцій французьких музеїв викликало критику серед деяких діячів мистецтва Франції. 4700 експертів по музеях, археологів і істориків мистецтва підписали петицію, в якій заявлено, що «[французькі] музеї не продаються».
Також висловлювалися звинувачення в експлуатації робітників, що будують музей. Наприклад, газета The Guardian назвала умови роботи будівельників «сучасним рабством».